# Prîborjavske, Irșava
Prîborjavske (în ucraineană Приборжавське) este o comună în raionul Irșava, regiunea Transcarpatia, Ucraina, formată numai din satul de reședință.

## Demografie
Componența lingvistică a comunei Prîborjavske
     Ucraineană (98,91%)
     Alte limbi (1,1%)
Conform recensământului din 2001, majoritatea populației comunei Prîborjavske era vorbitoare de ucraineană (98,91%), existând în minoritate și vorbitori de alte limbi.